# Dana Rosemary Scallon
Dana, właśc. Dana Rosemary Scallon (ur. 30 sierpnia 1950 w Londynie) – irlandzka piosenkarka i polityk.

## Życiorys

### Kariera muzyczna
W 1970 z piosenką „All Kinds of Everything” wygrała w finale 15. Konkursu Piosenki Eurowizji, w którym reprezentowała Irlandię. Prowadziła autorskie programy telewizyjne, w tym A Day Out with Dana i Wake Up Sunday emitowane przez BBC oraz Dana Series, produkowany przez Raidió Teilifís Éireann. W latach 80. zaczęła zajmować się muzyką chrześcijańską. W 2006 wraz z mężem założyła przedsiębiorstwo muzyczne DS Music Productions. W maju 2020 wystąpiła w projekcie Eurovision Home Concerts, w którym wykonała utwór „All Kinds of Everything” przy akompaniamencie grupy irlandzkich piosenkarzy i muzyków.

### Kariera polityczna
W wyborach w 1997 ubiegała się o urząd prezydenta Irlandii, zajmując 3. miejsce z wynikiem 13,8% głosów preferencyjnych. W wyborach w 1999 jako niezależna kandydatka uzyskała mandat posłanki do Parlamentu Europejskiego V kadencji z okręgu wyborczego obejmującego północno-zachodnią Irlandię. W PE przystąpiła do frakcji Europejskiej Partii Ludowej i Europejskich Demokratów, pracowała w Komisji Polityki Regionalnej, Transportu i Turystyki. W 2004 bez powodzenia ubiegała się o reelekcję. W 2011 ponownie była niezależną kandydatką na urząd prezydenta, otrzymała 2,9% głosów preferencyjnych.
Działała w ruchu pro-life, w 2013 krytykowała nową ustawy liberalizującą przepisy aborcyjne.

## Dyskografia
- 1970: All Kinds of Everything
- 1974: The World of Dana
- 1975: Have a Nice Day
- 1976: Love Songs and Fairytales
- 1979: The Girl is Back
- 1980: Everything is Beautiful
- 1981: Totally Yours
- 1982: Magic
- 1983: Let There Be Love
- 1984: Please Tell Him That I Said Hello
- 1985: If I Give My Heart to You
- 1987: In the Palm Of His Hand
- 1987: No Greater Love
- 1989: The Gift of Love
- 1990: All Kinds of Everything
- 1991: Dana's Ireland
- 1991: The Rosary
- 1992: Lady of Knock
- 1993: Hail Holy Queen
- 1993: Say Yes!
- 1995: The Healing Rosary
- 1996: Dana The Collection
- 1997: Humble Myself
- 1997: Forever Christmas
- 1997: Heavenly Portrait
- 1998: The Best of Dana
- 1998: Stations of The Cross
- 2004: Perfect Gift
- 2005: In Memory of Me
- 2006: Totus Tuus
- 2007: Good Morning Jesus!